# العلاقات البنغلاديشية القطرية
العلاقات البنغلاديشية القطرية هي العلاقات الثنائية بين بنغلاديش وقطر. كلا البلدين عضوان في منظمة التعاون الإسلامي.

## التاريخ
لدى بنغلاديش سفارة في العاصمة القطرية الدوحة. السفير البنغلاديشي هو نذر الإسلام. اتفقت بنجلاديش وقطر على تعزيز التعاون الدفاعي بين البلدين. تدير قطر الخيرية مدارس ودور أيتام ومراكز تدريب في بنغلاديش. في عام 2014، تم تأسيس جمعية المرأة البنغلاديشية القطرية في الدوحة. قام وزير خارجية بنغلاديش أبو الحسن محمود علي بزيارة قطر في عام 2016 لمناقشة التجارة والعلاقات الثنائية بين البلدين.

## العلاقات الاقتصادية
وقعت بنغلاديش اتفاقية في نوفمبر 2013 لاستيراد الغاز الطبيعي المسال من قطر، حيث بدأت المفاوضات في 2010. صدرت بنغلاديش بضائع بقيمة 1.8 مليون دولار في عام 2013. بدأت صحيفة بروثوم ألو البنغلاديشية نشر نسختها الأسبوعية في قطر في أكتوبر 2014، وهي أول صحيفة يومية بنغلاديشية تنشر خارج البلاد. وفي يونيو 2017، وقعت بنغلاديش اتفاقية مع شركة قطر للغاز لاستلام 2.5 مليون طن من الغاز الطبيعي المسال سنوياً على مدى الخمس عشرة سنة المقبلة. وكان من المقرر أن تبدأ الشحنات في 2018.
سجل عام 2015 أكبر عدد من العمال المهاجرين من بنغلاديش إلى قطر. في 2015، كان هناك حوالي 123 ألف مهاجر بنغلاديشي يعملون في قطر، معظمهم في قطاع البناء.